# British Journal of Dermatology
British Journal of Dermatology (BJD) es una revista médica mensual revisada por pares que cubre el campo de la dermatología. Fue publicada por  Wiley-Blackwell en nombre de la Asociación Británica de Dermatólogos.A partir del 1 de enero de 2023, Wiley dejó de publicar British Journal of Dermatology (BJD). La revista se estableció en 1888 y el editor en jefe es John McGrath. Según Journal Citation Reports, la revista tiene un factor de impacto de 2020 de 9,3, ocupando el tercer lugar dentro de la categoría de temas de dermatología.

## Métricas de revista
2022
- Web of Science Group : 9.302
- Índice h de Google Scholar: 204 (2025)
- Scopus: 3.479